# Eksemestan
Eksemestan (łac. exemestanum) – organiczny związek chemiczny, nieodwracalny steroidowy inhibitor aromatazy enzymu biorącego udział w przekształcaniu androgenów w estrogeny u kobiet przed menopauzą i po niej – powodujący zmniejszenie ilości estrogenów w organizmie.

## Farmakokinetyka
Lek szybko wchłania się z przewodu pokarmowego. Maksymalne stężenie w osoczu krwi osiąga po ok. 2 godzinach, w 90% wiąże się z białkami osocza. Biologiczny okres półtrwania wynosi średnio ok. 24 godziny.

## Wskazania
- rak sutka w okresie pomenopauzalnym
- rak sutka w okresie przedmenopauzalnym łącznie z analogami gonadoliberyny (np. goserelina) wprowadzającymi sztuczną menopauzę.

## Przeciwwskazania
- nadwrażliwość na lek
- okres przed menopauzą
- niewydolność wątroby lub nerek
- stosowanie hormonalnej terapii zastępczej

## Działania niepożądane
- uderzenia gorąca
- bóle stawów
- bóle brzucha
- nudności
- wymioty
- zaparcia
- bóle i zawroty głowy
- zmęczenie
- bezsenność
- zmiany w obrazie krwi

## Preparaty
Dopuszczone do obrotu w Polsce (stan na wrzesień 2024): Astexana, Etadron, Glandex, Symex.

## Dawkowanie
Doustnie. Dawkę i częstotliwość przyjmowania leku ustala lekarz. Zwykle 1 tabletka raz na dobę po posiłku, o tej samej porze dnia.